# Bogda Shan

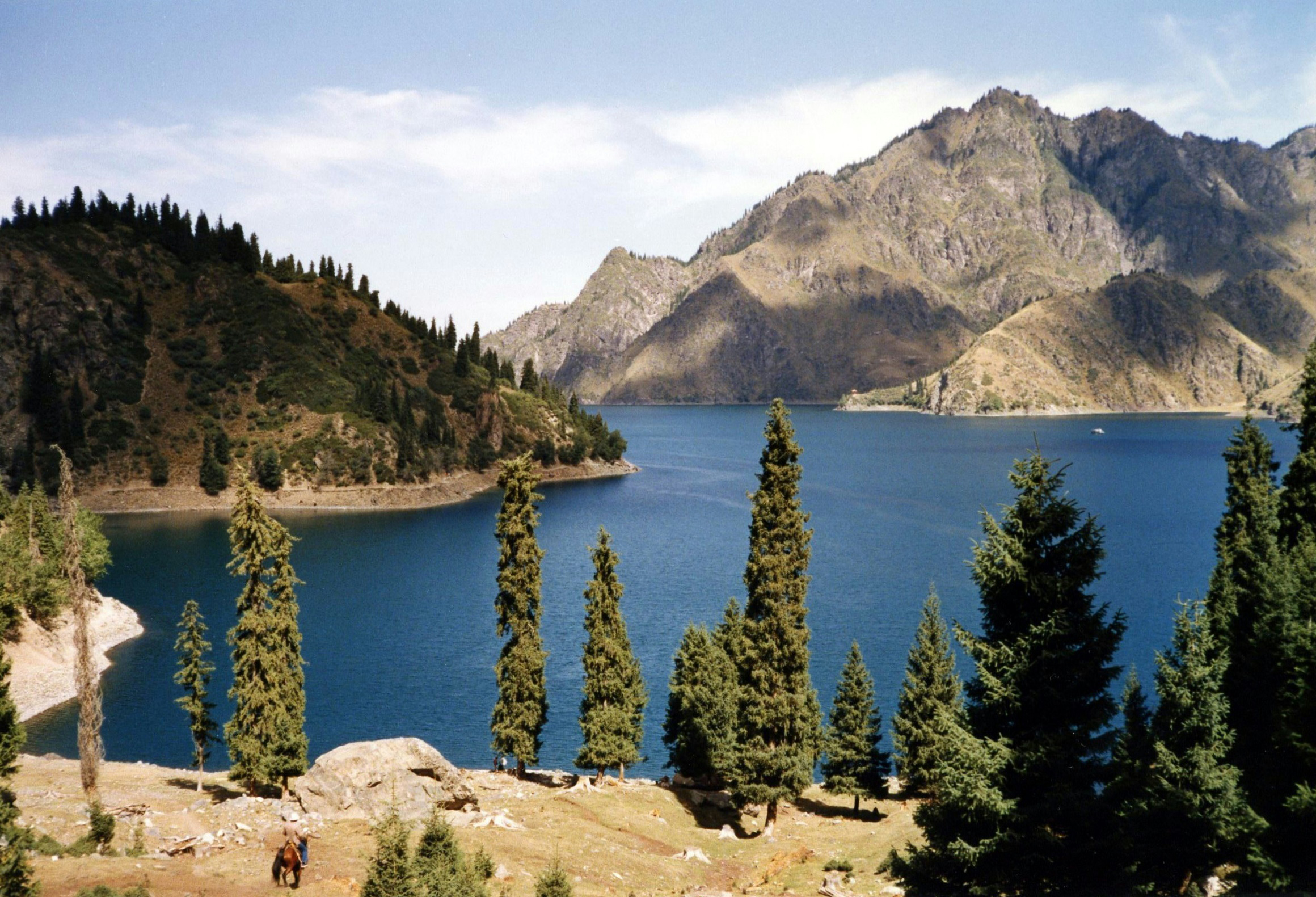
El llac Tianchi, al nord de la serralada Bogda Shan

Les muntanyes Bogda, en xinès Bogda Shan, són la part est de la serralada del Tien Shan a Xinjiang, a uns 60 km a l'est d'Ürümchi. El seu pic més alt és el Bogda Feng (5.445 msnm).